# Junge Welt-Pokal 1965
Der Junge Welt-Pokal 1965 war die 17. Auflage des höchsten Fußball-Pokalwettbewerbs der Altersklasse 16–18 auf dem Gebiet der DDR, der vom Zentralrat der FDJ in Verbindung mit dem Jugendausschuss der Sektion Fußball der DDR veranstaltet und durchgeführt wurde. Er begann am 4. April 1965 mit der 1. Runde (Achtelfinale) und endete am 30. Mai 1965 mit dem Wiederholungsspiel des Finals in Dresden. Den Pokalsieg errang zum zweiten Mal nach 1958 die Mannschaft vom SC Karl-Marx-Stadt, die im Wiederholungsspiel des Finals gegen den SC Dynamo Berlin gewann.

## Teilnehmende Mannschaften
Am Junge Welt-Pokal der Junioren (A-Jugend) für die Altersklasse (AK) 16–18 nahmen neben dem Pokalverteidiger, die Pokalsieger aus Ost-Berlin und den 14 Bezirken auf dem Gebiet der DDR teil. Spielberechtigt waren Spieler bis zum 18. Lebensjahr (Stichtag: 1. Juni 1946 bis 31. Mai 1948).
Folgende Mannschaften nahmen am Junge Welt-Pokal teil:
| - Bezirk Rostock SC Empor Rostock - Bezirk Schwerin SG Dynamo Schwerin - Bezirk Neubrandenburg SC Neubrandenburg - Bezirk Potsdam SC Potsdam - Ost-Berlin SC Dynamo Berlin | - Bezirk Frankfurt (Oder) BSG Stahl Eisenhüttenstadt - Bezirk Magdeburg SC Aufbau Magdeburg - Bezirk Halle BSG Einheit Nebra - Bezirk Leipzig SC Leipzig - Bezirk Cottbus BSG Traktor Herzberg | - Bezirk Dresden SC Einheit Dresden - Bezirk Karl-Marx-Stadt SC Karl-Marx-Stadt - Bezirk Erfurt SC Turbine Erfurt - Bezirk Gera SC Motor Jena - Bezirk Suhl BSG Chemie Lauscha |
| SC Chemie Halle (Pokalverteidiger) | | |

## Modus
Der Wettbewerb wurde im K.-o.-System ausgetragen und es wurde versucht, in 80 Minuten einen Gewinner auszuspielen. War danach kein Sieger gefunden, wurde ein Wiederholungsspiel mit getauschtem Heimrecht angesetzt. Wurde auch hier kein Sieger ermittelt, entschied das Los.

## 1. Runde (Achtelfinale)
| Datum                   |                            | Ergebnis |                     |
| ----------------------- | -------------------------- | -------- | ------------------- |
| So 04. April, 14:30 Uhr | SC Neubrandenburg          | 0:3      | SC Empor Rostock    |
| So 04. April, 14:30 Uhr | SC Dynamo Berlin           | 2:1      | SC Einheit Dresden  |
| So 04. April, 14:30 Uhr | BSG Stahl Eisenhüttenstadt | 0:4      | SC Potsdam          |
| So 04. April, 14:30 Uhr | BSG Traktor Herzberg       | 0:6      | SC Karl-Marx-Stadt  |
| So 04. April, 14:30 Uhr | BSG Einheit Nebra          | 0:5      | SC Aufbau Magdeburg |
| So 04. April, 14:30 Uhr | SG Dynamo Schwerin         | 2:2      | SC Chemie Halle     |
| So 04. April, 14:30 Uhr | SC Turbine Erfurt          | 1:1      | SC Leipzig          |
| So 04. April, 14:30 Uhr | SC Motor Jena              | 2:0      | BSG Chemie Lauscha  |

### Wiederholungsspiele
| Datum                   |                 | Ergebnis |                    |
| ----------------------- | --------------- | -------- | ------------------ |
| So 11. April, 14:30 Uhr | SC Chemie Halle | 2:1      | SG Dynamo Schwerin |
| So 11. April, 14:30 Uhr | SC Leipzig      | 4:0      | SC Turbine Erfurt  |

## 2. Runde (Viertelfinale)
| Datum                   |                     | Ergebnis |                  |
| ----------------------- | ------------------- | -------- | ---------------- |
| So 25. April, 12:30 Uhr | SC Potsdam          | 1:1      | SC Empor Rostock |
| So 02. Mai, 11:00 Uhr   | SC Aufbau Magdeburg | 2:2      | SC Dynamo Berlin |
| So 02. Mai, 11:00 Uhr   | SC Chemie Halle     | 2:1      | SC Leipzig       |
| So 02. Mai, 11:00 Uhr   | SC Karl-Marx-Stadt  | 3:0      | SC Motor Jena    |

### Wiederholungsspiele
| Datum                  |                  | Ergebnis |                     |
| ---------------------- | ---------------- | -------- | ------------------- |
| So 02. Mai, 11:00 Uhr  | SC Empor Rostock | 2:0      | SC Potsdam          |
| Mi 0.5. Mai, 14:00 Uhr | SC Dynamo Berlin | 2:1      | SC Aufbau Magdeburg |

## 3. Runde (Halbfinale)
| Datum                  |                  | Ergebnis |                    |
| ---------------------- | ---------------- | -------- | ------------------ |
| Mi .12. Mai, 14:00 Uhr | SC Empor Rostock | 0:1      | SC Dynamo Berlin   |
| Mi .12. Mai, 14:00 Uhr | SC Chemie Halle  | 0:1      | SC Karl-Marx-Stadt |

## Finale
Das Finale fand als Vorspiel des WM-Qualifikationsspiels DDR – Ungarn im Leipziger Zentralstadion statt.
| Paarung            | SC Dynamo Berlin – SC Karl-Marx-Stadt |
| Ergebnis           | 1:1 (0:0) |
| Datum              | Sonntag, 23. Mai 1965 um 13:40 Uhr |
| Stadion            | Zentralstadion, Leipzig |
| Zuschauer          | 50.000 zu Beginn und später 100.000 |
| Schiedsrichter     | Günter Männig (Böhlen) |
| Tore               | 1:0 Voigt (54.) 1:1 Neupert (80., Foulstrafstoß) |
| SC Dynamo Berlin   | Detlef Hindenberg – Peter Dreier, Klaus Paasch, Kuklok – Dieter Seidel, Joachim Meynhardt – Werner Voigt, Joachim Loth, Jörg Prescher, Detlef Schneider , Eckhard Voss Cheftrainer: Herbert Schoen      |
| SC Karl-Marx-Stadt | Rolf Frenzel – Frank Weiß, Peter Müller, Gerd Zimmer – Jürgen Mainzer, Volker Benes – Klaus Lienemann, Manfred Lienemann, Rainer Neupert, Hans-Heinrich Wolf, Dieter Leuschner Cheftrainer: Heinz Weber |

Wiederholungsspiel

Das Wiederholungsspiel fand als Vorspiel der Oberligapartie SG Dynamo Dresden – SC Leipzig (24. Spieltag) im Dresdner Rudolf-Harbig-Stadion statt.
| Paarung            | SC Karl-Marx-Stadt – SC Dynamo Berlin |
| Ergebnis           | 3:2 n. V. (2:2, 1:2) |
| Datum              | Sonntag, 30. Mai 1965 |
| Stadion            | Rudolf-Harbig-Stadion, Dresden |
| Zuschauer          | 3.000 zu Beginn und später 25.000 |
| Schiedsrichter     | Christian Schilde (Bautzen) |
| Tore               | 0:1 Voss (3.) 1:1 M. Lienemann (31.) 1:2 Schneider (32., Handstrafstoß) 2:2 Wolf (65., Foulstrafstoß) 3:2 Dreier (89., Eigentor)                                                                           |
| SC Karl-Marx-Stadt | Stephan Herlitza – Frank Weiß, Peter Müller, Gerd Zimmer – Volker Benes, Reinhart Tröger – Hans-Heinrich Wolf, Manfred Lienemann, Klaus Lienemann, Dieter Leuschner, Rolf Frenzel Cheftrainer: Heinz Weber |
| SC Dynamo Berlin   | Detlef Hindenberg – Peter Dreier, Klaus Paasch, Kuklok – Dieter Seidel, Joachim Meynhardt – Werner Voigt, Joachim Loth, Jörg Prescher, Detlef Schneider , Eckhard Voss Cheftrainer: Herbert Schoen         |